# سورن كريستنسن
سورن كريستنسن (بالدنماركية: Søren Christensen)‏ (29 يونيو 1986 في الدنمارك - ) هو لاعب كرة قدم دانمركي في مركز الوسط. شارك مع منتخب الدنمارك تحت 16 سنة لكرة القدم ومنتخب الدنمارك تحت 17 سنة لكرة القدم ومنتخب الدنمارك تحت 18 سنة لكرة القدم ومنتخب الدنمارك تحت 19 سنة لكرة القدم ومنتخب الدنمارك تحت 20 سنة لكرة القدم ومنتخب الدنمارك تحت 21 سنة لكرة القدم. أما مع النوادي، فقد لعب مع نادي سلافن بيلوبو ونادي نوردشيلاند ونادي هاوغسوند وNykøbing FC ‏.

## وصلات خارجية
- سورن كريستنسن على موقع قاعدة بيانات كرة القدم.إي يو (الإنجليزية)
- سورن كريستنسن على موقع Soccerway.com (الإنجليزية)